# Evidence Action
Evidence Action es una organización estadounidense sin ánimo de lucro fundada en 2013 que amplía intervenciones de desarrollo rentables con pruebas rigurosas que respaldan su eficacia.La organización gestiona cuatro programas principales: Deworm the World Initiative, Safe Water Now, Equal Vitamin Access y Syphilis-Free Start.También gestiona un programa acelerador, mediante el cual se seleccionan y amplían nuevas intervenciones de desarrollo en función de su eficacia.Vox Media ha descrito Evidence Action como una organización que adopta un "enfoque de VC para el trabajo de desarrollo".
Evidence Action ha sido clasificada con frecuencia como una de las organizaciones benéficas más eficaces del mundo,con programas de salud mundial cuya rentabilidad está respaldada por ensayos controlados aleatorios. La organización benéfica se rige por los principios del altruismo eficaz,en particular la noción de que las donaciones benéficas deben orientarse hacia las causas que hacen más bien en el mundo. En 2022, los ingresos de la organización fueron de 127 millones de dólares.

## Historia
Evidence Action se fundó en 2013 como la organización matriz de la Iniciativa Deworm the World, una campaña internacional de desparasitación cofundada por los economistas Kristin Forbes, Michael Kremer, Esther Duflo y Rachel Glennerster. En 2004, Kremer y el coautor Edward Miguel publicaron una evaluación de impacto de una campaña de desparasitación escolar en Kenia, que mostraba que el programa aumentaba las tasas de asistencia escolar en un 25% y mejoraba la salud en general. Kremer y Esther Duflo presentaron los resultados de esta y otras investigaciones en el Foro Económico Mundial en 2007, fundando la Iniciativa Deworm the World como una organización independiente para ampliar los programas de desparasitación en las escuelas. De 2010 a 2014, Deworm the World fue incubada por Innovations for Poverty Action, una organización de investigación y política sin ánimo de lucro que aboga por el uso de evaluaciones de impacto rigurosas en el desarrollo internacional.
En 2013, se fundó Evidence Action para gestionar Deworm the World. Alix Zwane, la primera directora ejecutiva de Evidence Action,articuló el mandato de la organización como basado en la "brecha entre lo que la investigación muestra que es eficaz en el desarrollo global y lo que se implementa en la práctica".La organización está ahora dirigida por Kanika Bahl, exvicepresidenta ejecutiva de la Iniciativa Clinton de Acceso a la Salud.De 2013 a 2022, Evidence Action fue clasificada como una de las organizaciones benéficas mejor valoradas por GiveWell, considerada entre las mejores a nivel internacional por su impacto social por dólar gastado.
Muchos empresarios, periodistas y figuras destacadas del movimiento del altruismo efectivo han donado o abogado por donar a Evidence Action, entre ellos Peter Singer,Ezra Klein, Nicholas Kristof,Dylan Matthews, Dustin Moskovitz, y Cari Tuna.

## Programas
Evidence Action gestiona cuatro programas distintos: Deworm the World, Safe Water Now, Equal Vitamin Access y Syphilis-Free Start. Los dos primeros fueron incubados por Innovations for Poverty Action y se aplican a gran escala. Los dos últimos se pusieron en marcha a través del programa Accelerator de Evidence Action, mediante el cual se prueban intervenciones prometedoras y se amplían en función de sus resultados.

### Desparasitar el mundo
El programa insignia de Evidence Action es Deworm the World, un plan de desparasitación escolar activo en Kenia, India, Etiopía, Nigeria y Vietnam. La iniciativa Deworm the World se fundó en 2007,en respuesta a una evaluación experimental de una campaña de desparasitación escolar en
Busia, Kenia. Tras completar una licenciatura en la Universidad de Harvard,Michael Kremer trabajó durante un año como profesor en el distrito de Kakamega, en Kenia.Después de terminar su doctorado, regresó a la zona con Rachel Glennerster, su mujer, y se enteró de que un amigo de la zona planeaba implantar un programa de desparasitación en las escuelas cercanas. Interesado en los efectos del programa, organizó un ensayo controlado aleatorizado y puso en marcha los tratamientos en 1998. En 2004, Kremer y Edward Miguel, su estudiante de doctorado, publicaron los resultados de la evaluación en Econometrica.
Los resultados del estudio indicaron que la desparasitación es un medio rentable de mejorar la salud y los resultados educativos, aumentando las tasas de asistencia escolar en un 25%. Los efectos del tratamiento del estudio sugirieron que por cada 100 dólares gastados en la desparasitación, los estudiantes ganarían colectivamente otros 13,9 años de escolarización. Los resultados del experimento fueron presentados por Kremer y Esther Duflo en el Foro Económico Mundial en 2007, inspirando la creación de la Iniciativa Deworm the World, una campaña internacional de desparasitación incubada por Innovations for Poverty Action.En 2009, Deworm the World empezó a trabajar con el gobierno de Kenia para formar a profesores y otros empleados de las escuelas en la administración de tratamientos antiparasitarios orales a los alumnos. En 2012, se puso en marcha una campaña a gran escala, con tratamientos administrados en una serie de "días antiparasitarios" en todo el país.Una campaña similar se puso en marcha en la India, donde Deworm the World apoyó estudios preliminares sobre la carga de parásitos en varios estados indios y ayudó a extender el tratamiento a más de 17 millones de niños en el estado de Bihar. En 2013, se fundó Evidence Action para gestionar y ampliar la iniciativa Deworm the World.

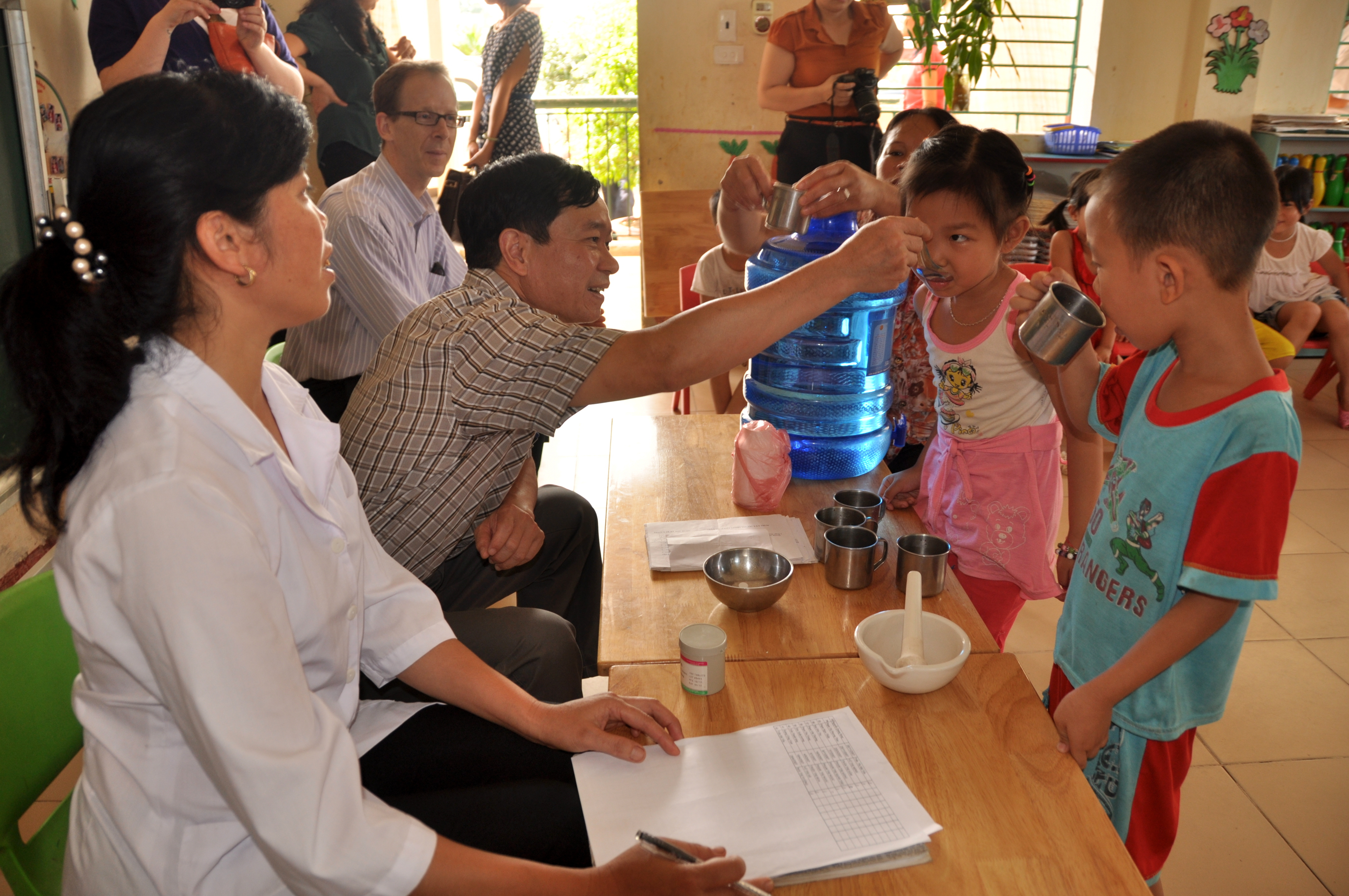
USAID entrega medicamentos antiparasitarios a escolares de Vietnam

Desde el lanzamiento inicial de Deworm the World, los hallazgos de Kremer y Miguel han sido cuestionados por réplicas y otros estudios que muestran efectos más moderados de la desparasitación en la asistencia escolar. En 2015, Alexander Aiken y sus coautores publicaron dos artículos en la revista International Journal of Epidemiology en los que reproducían los resultados de Kremer y Miguel con los mismos métodos y otros diferentes, mostrando efectos menos pronunciados en la asistencia y ningún impacto en el rendimiento escolar. Asimismo, criticaron la falta de validez externa del estudio original, señalando que el estudio original combinaba la desparasitación con una campaña de información sanitaria. Tras la publicación de las réplicas, Cochrane actualizó su revisión sobre los efectos de la desparasitación, argumentando que el metaanálisis de 40 estudios aportaba pocas pruebas de que la desparasitación mejorara la nutrición o los resultados educativos.
A pesar de estos desafíos, muchos miembros de la comunidad internacional de desarrollo han seguido promoviendo la desparasitación como una intervención de salud mundial rentable. En 2015, un artículo publicado en PLOS Neglected Tropical Diseases criticó la revisión Cochrane, argumentando que incluía un número innecesariamente limitado de estudios y que los ECA a menudo subestiman los efectos al tratar tanto a los que tienen una carga de gusanos pesada como ligera.Chris Blattman, que entonces trabajaba en la Universidad de Columbia, escribió sobre su análisis de las réplicas que "es evidente que el estudio de Miguel-Kremer presenta graves problemas. Justin Sandefur, del Center for Global Development, escribió de forma similar que "la nueva información sobre el estudio original de desparasitación matiza sus conclusiones, pero ciertamente no “desacredita”, “anula” o niega sus conclusiones". Esta valoración se vio respaldada por un seguimiento a largo plazo publicado por Miguel, Kremer y sus coautores en Proceedings of the National Academy of Sciences, que mostraba que los niños tratados con medicamentos antiparasitarios veinte años antes tienen mayores ingresos y más probabilidades de trabajar en empleos no agrícolas. Sus resultados sugieren que la desparasitación produce una tasa de rentabilidad anualizada del 37%.
A la luz de estos resultados, Evidence Action sigue aplicando programas de desparasitación, tratando a 275 millones de niños al año en Kenia, India, Vietnam, Nigeria y Etiopía.Una evaluación de impacto del Programa Nacional de Desparasitación en las Escuelas de Kenia, aplicado en colaboración con Evidence Action, concluyó que el plan redujo la tasa de infección por helmintos transmitidos por el suelo en el país en 26,5 puntos porcentuales entre 2012 y 2022.El programa de Evidence Action en Bihar, implementado por primera vez en 2011, alcanzó al 80% de su población objetivo, superando sustancialmente las directrices de la Organización Mundial de la Salud. En 2015, el Gobierno de la India amplió el programa a nivel nacional, tratando a 89,9 millones de niños.En 2022-2023, Evidence Action lanzó un programa similar de desparasitación masiva en el estado de Lagos con el apoyo del Ministerio Federal de Salud de Nigeria, con el objetivo de tratar a 1,3 millones de niños menores de cinco años.

### Agua potable ya
Evidence Action también gestiona un programa de cloración del agua en puntos de recogida llamado Safe Water Now. El programa fue incubado por Innovations for Poverty Action, y se fundó en respuesta a una serie de ensayos controlados aleatorios realizados por Michael Kremer, Edward Miguel, Sendhil Mullainathan, Clair Null y Alix Zwane en Kenia entre 2004 y 2010.El ECA descubrió que una combinación de campañas publicitarias locales y sistemas de distribución de cloro situados estratégicamente cerca de los pozos de agua aumentaba la probabilidad de que los hogares trataran su agua. El trabajo posterior de Kremer, Johannes Haushofer, Ricardo Maertens y Brandon Joel Tan demostró que este aumento en la aceptación de la cloración se traducía en una mejora de la salud, y que el tratamiento provocaba una reducción de la mortalidad infantil (es decir, de menores de cinco años) de 1,5 veces. Se comprobó que el programa superaba con creces los estándares de rentabilidad de la Organización Mundial de la Salud y Evidence Action lo consideró una intervención escalable, de bajo coste y gran impacto, que salvaba vidas por un coste estimado de 1.941 dólares. Un metaanálisis posterior de 52 ECA realizado por Michael Kremer y sus coautores confirmó este resultado y demostró que la cloración del agua ahorra años de vida ajustados en función de la discapacidad a un coste aproximado de 40 dólares.
A mediados de 2019, Safe Water Now prestaba servicios de cloración a 4 millones de personas, una cifra que ha aumentado hasta superar los 10 millones en 2023.

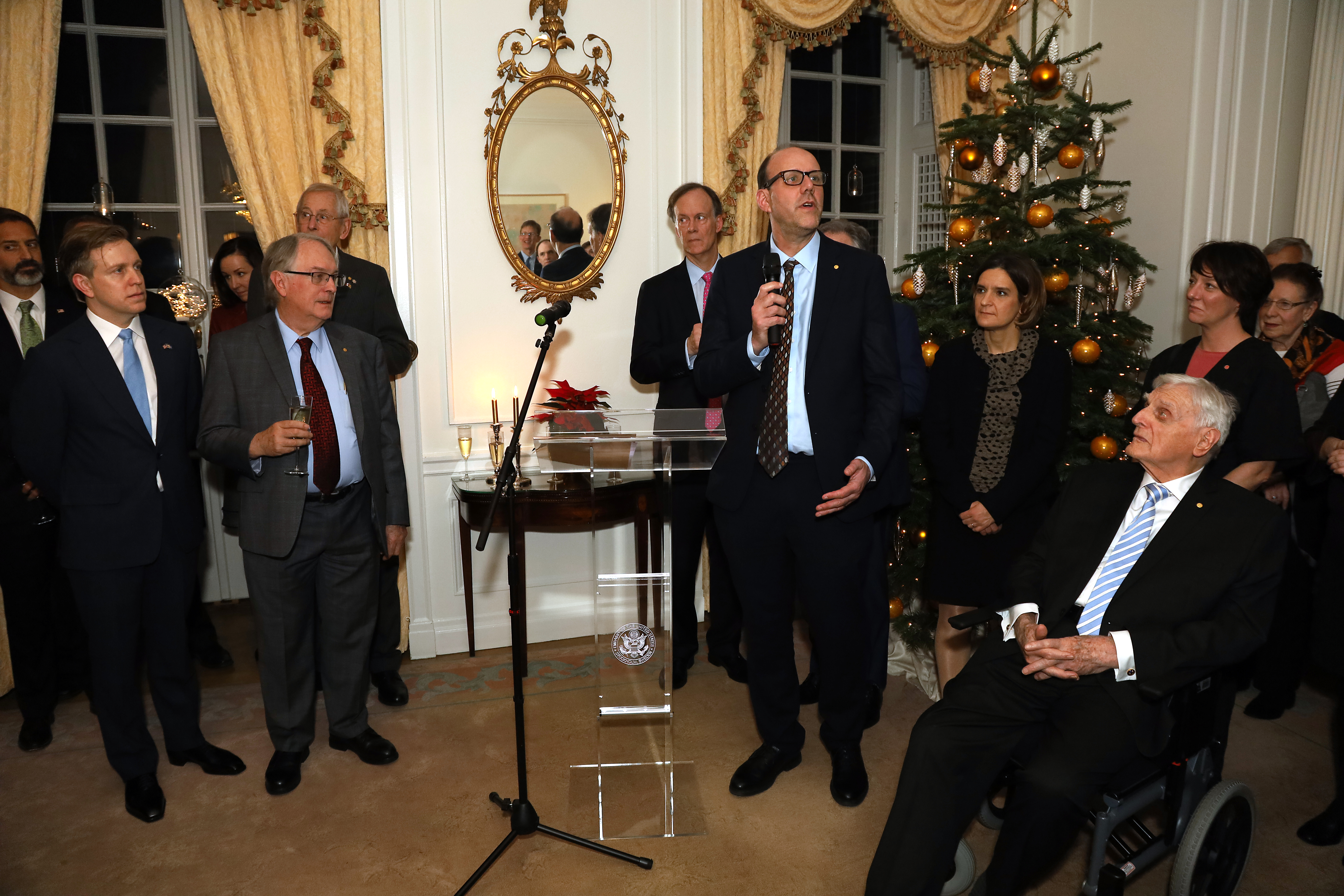
Michael Kremer recibe el Premio Nobel de Economía 2019 junto a Esther Duflo

### Comienzo sin sífilis e igualdad de acceso a las vitaminas
Evidence Action también gestiona un programa acelerador, mediante el cual las intervenciones prometedoras y rentables en materia de salud y nutrición se amplían y prueban de forma iterativa según un modelo de capital riesgo.El programa sustituyó a Evidence Action Beta, un plan similar. A partir de 2022, solo el 2% de los programas examinados por el programa acelerador de Evidence Action se amplían realmente. Kanika Bahl, directora ejecutiva de Evidence Action, se ha referido al programa como un intento de encontrar los "unicornios del desarrollo internacional"
Varias intervenciones se han ampliado a través de los programas Beta y Acelerador de Evidence Action. Esto incluye dos de los principales programas de Evidence Action: Syphilis-Free Start e Equal Vitamin Access. Syphilis-Free Start ofrece pruebas de detección de la sífilis a las mujeres embarazadas, que si están infectadas tienen más probabilidades de dar a luz a niños muertos o con discapacidades graves.Las pruebas de detección de la sífilis pueden añadirse a las pruebas rutinarias del VIH por 0,35 dólares, pero a menudo no se realizan, a pesar del apoyo de la Organización Mundial de la Salud.En 2020, Evidence Action se asoció con el gobierno de Liberia para llenar este vacío, poniendo a prueba la doble prueba de la sífilis y el VIH en el condado de Montserrado. Para 2022, las tasas de detección habían aumentado en 61 puntos porcentuales, a partir de una base del 6%. Desde entonces, Evidence Action ha ampliado el programa a Zambia y Camerún.
Evidence Action también opera Equal Vitamin Access, un programa que proporciona suplementos de hierro y ácido fólico a niños en regiones donde la anemia y otras deficiencias nutricionales son comunes. En 2019, el programa Beta de Evidence Action lanzó un piloto del esquema en asociación con varios estados de la India con el apoyo de una subvención de incubación de 5,1 millones de dólares de Good Ventures. En apoyo del programa, Evidence Action también ha contribuido a la investigación sobre la cadena de suministro de suplementos de hierro y ácido fólico en la India.

### Sin temporada baja
Entre 2014 y 2019, Evidence Action dirigió un programa adicional llamado No Lean Season (Sin temporada baja) que ofrecía incentivos financieros a los trabajadores agrícolas para que emigraran a ciudades cercanas durante el monga, un periodo de hambruna estacional que coincide con la temporada baja agrícola en Bangladés. El plan se basaba en un programa similar estudiado por Gharad Bryan, Shyamal Chowdhury y Mushfiq Mobarak en un ensayo controlado aleatorizado en el que los trabajadores agrícolas de Bangladés recibían préstamos a bajo interés para emigrar a ciudades cercanas. El programa aumentó los ingresos de los hogares que enviaban emigrantes estacionales y aumentó la probabilidad de emigrar en los años siguientes (aunque no se ofrecieran incentivos de forma activa) El plan fue casi cinco veces más rentable que los esfuerzos tradicionales de distribución de alimentosKaren Levy, de Evidence Action, señaló que "los resultados fueron bastante asombrosos."En 2017, el programa había recaudado 11 millones de dólares y se había ampliado a 699 aldeasy 170.000 hogaresen Bangladés.
En 2017, se publicaron los resultados de una evaluación aleatoria adicional que demostraba que el programa, implementado en colaboración con la ONG bangladeshí RDRS, no tuvo los efectos deseados sobre la migración Mushfiq Mobarak, cuyo estudio en Econometrica promovió la puesta en marcha del programa, argumentó que el efecto nulo fue el resultado de que RDRS registrara de forma desproporcionada a aquellos deseosos de migrar antes de que se ofreciera el incentivo.El programa también se puso en tela de juicio después de que la dirección de Evidence Action se enterara de que la aprobación inicial del proyecto se había solicitado mediante un soborno a un funcionario de menor rango. En respuesta, Evidence Action puso fin a su relación con RDRS y canceló No Lean Season, que anteriormente había sido clasificado entre los destinos más eficaces para las donaciones benéficas por GiveWell.

## Financiación

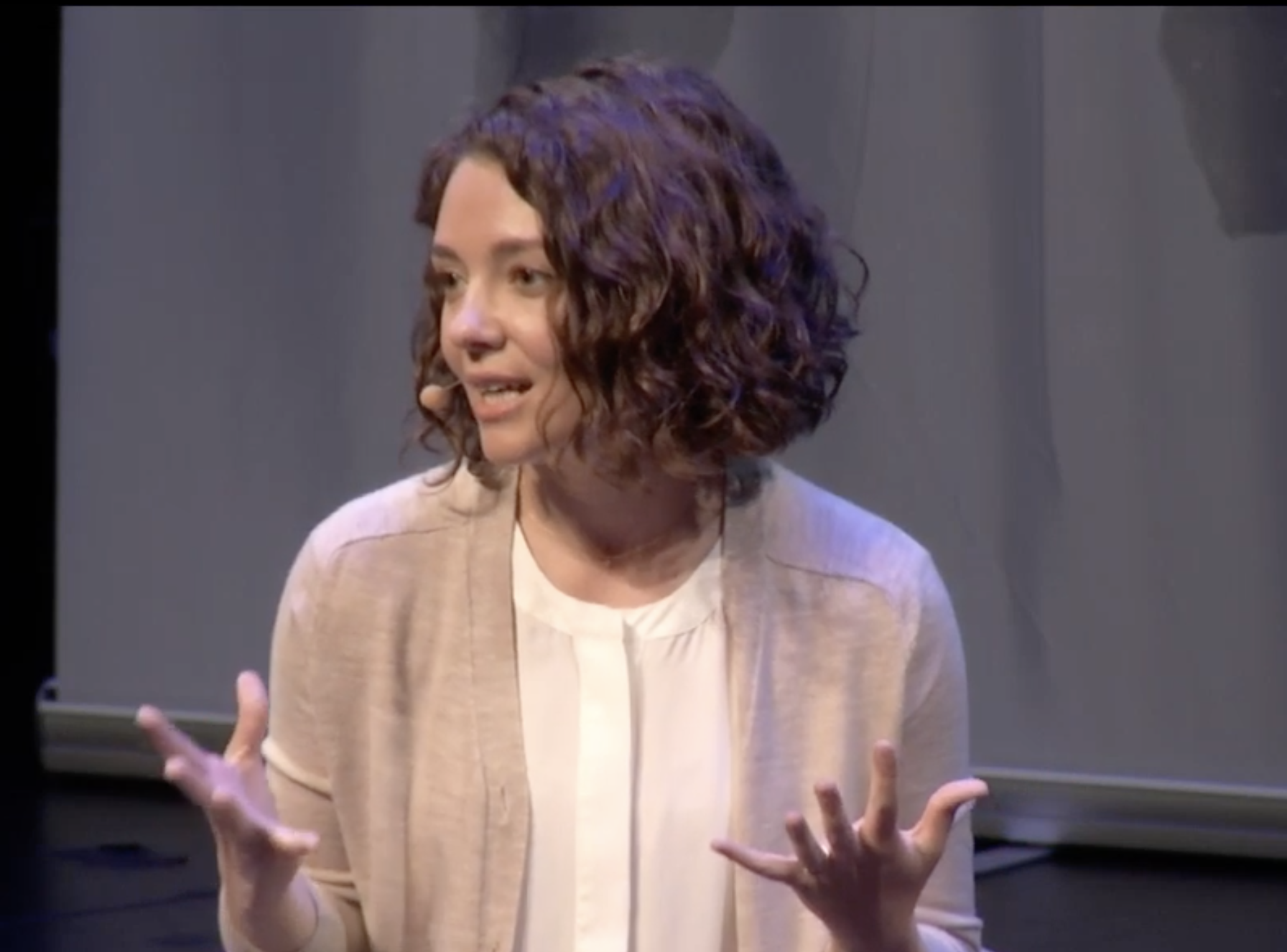
Cari Tuna, cofundadora de Open Philanthropy y Good Ventures

Según ProPublica, los gastos anuales de Evidence Action pasaron de menos de 200.000 dólares en 2013 a 22,4 millones de dólares en 2021. En 2022, sus gastos alcanzaron los 32,5 millones de dólares, con unos ingresos totales que superaron los 127 millones de dólares.
Evidence Action ha recibido el apoyo de muchas organizaciones destacadas del movimiento del altruismo eficaz. A partir de 2023, la organización benéfica ha recibido más de 20 subvenciones distintas de Good Ventures,una organización filantrópica estadounidense fundada por Cari Tuna y Dustin Moskovitz que distribuye fondos de acuerdo con las recomendaciones de Open Philanthropy. Good Ventures concedió sus mayores subvenciones en 2022, cuando se comprometieron 48,8 millones de dólares para el programa Dispensadores de agua potable de Evidence Action y otros 14 millones se destinaron al programa Acelerador de la organización benéfica.
Evidence Action también ha recibido 35 subvenciones distintas de GiveWell, una organización benéfica estadounidense de priorización de causas. La mayor de ellas se distribuyó en 2022, cuando se comprometieron 64,7 millones de dólares para el programa Dispensers for Safe Water de Evidence Action. Entre 2017 y 2018, GiveWell también comprometió más de 29 millones de dólares para la iniciativa Deworm the World.

Logotipo de GiveWell, organización benéfica estadounidense de priorización de causas

En 2023, Evidence Action recibió una subvención de 1,27 millones de dólares de la Weiss Asset Management Foundation para apoyar el piloto de un programa de tratamiento de agua en la India. Evidence Action también ha recibido apoyo del plan Development Innovation Ventures de la Agencia de los Estados Unidos para el Desarrollo Internacional y de la Astellas Global Health Foundation.